# Павлівка (Погребищенська міська громада)
Павлі́вка — село в Україні, у Погребищенській міській громаді Вінницького району Вінницької області. Розташоване за 10 км від центру громади, за 7 км від залізничної станції Ржевуська. Населення становить 977 осіб.

## Географія
Селом протікає річка Безіменна, ліва притока Кози.

## Історія
За часів Речі Посполитої належало до «Погребищенського ключа», який потім граф Адам Ржевуський подарував графині Евеліні Ганській.
1741 року в Павлівці було 43 двори. У 1880 році селяни Павлівки і Круподеринців запротестували проти прийнятого розмежування земель. Проти них було кинуто 2 роти солдатів, які заарештували 24 селян, а розмежування відклали.
У 1920—1930-х роках на Вінниччині виникла Апокаліптична православна церква. Станом на 2011 рік в селі діяла одна громада цієї церкви. Крім Павлівки ще діяло 7 громад у Вінницькій області (Погребищенський та Оратівський райони).
Під час проведеного радянською владою Голодомору 1932—1933 років померло щонайменше 357 жителів села.
Під час Другої світової війни село було зайняте німецькими військами у другій половині липня 1941 року. Червоною армією село було зайняте 31 грудня 1943 року.
На початку 1970-х років у селі була розміщена центральна садиба колгоспу ім. ХХІ з'їзду КПРС, у користуванні якого було 4244 га землі, у тому числі 3055 га орної. Провідними галузями виробництва були рільництво й тваринництво. В селі була восьмирічна школа, будинок культури, бібліотека, медпункт.
12 червня 2020 року, відповідно до розпорядження Кабінету Міністрів України № 707-р «Про визначення адміністративних центрів та затвердження територій територіальних громад Вінницької області», увійшло до складу Погребищенської міської громади.
19 липня 2020 року, в результаті адміністративно-територіальної реформи та ліквідації Погребищенського району, село увійшло до складу Вінницького району.

## Населення
За даними перепису 2001 року кількість наявного населення села становила 978 особи, із них 99,90 % зазначили рідною мову українську, 0,10 % — російську.
| Рік            | 1897 | ~1900 | ~1902 | ~1972 | 1989 | 2001 |
| -------------- | ---- | ----- | ----- | ----- | ---- | ---- |
| Кількість осіб |      |       |       | 1977  | 1244 | 978  |

### Мова
Розподіл населення за рідною мовою за даними перепису 2001 року:
| Мова       | Відсоток |
| ---------- | -------- |
| українська | 99,9%    |
| російська  | 0,1%     |